# ブシロードレスリング
ブシロードレスリングは、かつてブシロードが主催したプロレス興行。

## 概要
2011年5月5日に後楽園ホールで旗揚げ。エースに総合格闘家の長島☆自演乙☆雄一郎を立て、興行面ではプロレスリングZERO1などを主催するファースト・オン・ステージが協力。選手についてもZERO1、DDTプロレスリング、新日本プロレス等から派遣を受けている。プロレスの試合の合間には、ブシロードが制作している「探偵オペラ ミルキィホームズ」の声優ユニット「ミルキィホームズ」によるライブなども行われた。

## 試合結果
| 第1試合 DDT提供 3vs3マッチ 30分一本勝負                    |                                       |                                   |
| 飯伏幸太 美月凛音 ●平田一喜                                | 15分4秒 ゴッチ式男色ドライバー→漢固め | 中澤マイケル 男色ディーノ○ DJニラ |
| 第2試合 ZERO1提供 タッグマッチ 30分一本勝負                |                                       |                                   |
| 田中将斗 ●柿沼謙太                                         | 13分29秒 アルゼンチンバックブリーカー | 中西学○ キング・ファレ            |
| 第3試合 グッドスマイルカンパニーマッチ 30分一本勝負        |                                       |                                   |
| ○ブラック★ロックシューター（浦えりか）                     | 3分28秒 ブラックロックトルネード      | デッドマスター●                   |
| 第4試合 タッグマッチ 30分一本勝負                          |                                       |                                   |
| ○大谷晋二郎 崔領二                                         | 10分2秒 スパイラルボム→エビ固め       | ヴァイス● “帝王”シュヴァルツ      |
| ミルキィホームズ スペシャルライブ                          |                                       |                                   |
| - 正解はひとつ!じゃない!! - 熱風海陸ブシロード〜熱き咆哮〜 |                                       |                                   |
| 第5試合 長島☆自演乙☆雄一郎プロレスデビュー戦 60分1本勝負   |                                       |                                   |
| ○長島☆自演乙☆雄一郎                                        | 14分3秒 飛びつき回転十字固め          | 佐藤耕平●                         |